# フィドヘル
アイルランドにおけるフィドヘル(アイルランド語: fidchell, fidhcheall, fidceall, fitchneal, fithchill [ˈfɪðʲçɛlː])、及びウェールズにおける グウィズブイル(ウェールズ語: gwyddbwyll) はケルト古来のボードゲームである。
フィドヘルとグウィズブイルという名は、双方とも「木の智」と訳される合成語である。両言語で同じ意味を持つという事実はこの名が極めて古い由来を持つことを示している 。ゲーム盤もゲームと同じくフィドヘルやグウィズブイルといった名で呼ばれる。

## チェスとフィドヘル
フィドヘルは後に fidchell から ficheall へと綴りが変わったが、この ficheall は現在のアイルランドではチェスを意味する言葉である。同様にグウィズブイルも現在のウェールズではチェスを意味する言葉である。しかし、伝承に登場するフィドヘルやグウィズブイルは現代のチェスとは異なるボードゲームであると考えられている。伝承上のフィドヘルやグウィズブイルはしばしば「チェス」と翻訳されるが、この訳は誤解を招き適切とは言えない。

## 伝承において
伝承ではフィドヘルやグウィズブイルは王族や神々によって行われたゲームであるとされる。
アイルランドでは、フィドヘルは光と霊感の神であるルーによって発明され,ルーの息子にあたる英雄クー・フーリンは卓越したプレイヤーであるとされる。また『エーダインへの求婚』において、ミディールとエオヒド・アレウの間で行われたフィドヘルの連戦は重要な挿話となっている。
中世ウェールズ文学には豪奢で、時に神秘的なグウィズブイルのゲーム盤が登場する。『ロナブイの夢』はマビノギオンに関連する散文物語だが、ここではアーサー王と、ユリエンの子オーウェインは銀のゲーム盤と金の駒を用いてグウィズブイルを行う。『マクセン帝の夢』の登場人物カラドックの子ユーダブは、マクセン帝が来訪した時に、自身の金のゲーム盤のための駒を彫刻していた。グウェンドライのゲーム盤は15世紀か16世紀以降のリストでブリテン島の13の宝物の一つとして数えられている。リストによればゲーム盤は金で、駒は銀であり、双方の駒が自動的に動いて対局したとされる。
グウェンドライの物と類似した魔法のグウィズブイルのゲーム盤がアルスルの宮廷の三つのロマンスの一つ『エヴラウクの子ペレドゥル』に登場する。クレティアン・ド・トロワの『ペルスヴァルまたは聖杯の物語』の第二の続編のように数多くのフランス版聖杯伝説も同様の自動的に動く駒を備えたチェスボードを取り扱うが、ここでは自動的に動くのは片側の駒だけであり、英雄がそれと対局する。

## 遊び方

Tawlbwrdd の駒配置例

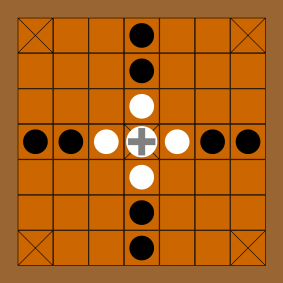
Brandub の駒配置例

伝説や神話においてフィドヘルはしばしば言及されるが、それがどのように遊ばれたのかについては大部分が闇に閉ざされている。ルールと駒の配置については二つの主要な説が存在する。
一つは、フィドヘルはウェールズのボードゲーム tawlbwrdd の変形であるという物である。tawlbwrdd 自体はノルウェーの tafl game の子孫にあたる。これらのゲームはアイルランドのbrandub(黒いカラス)と同様に格子状のゲーム盤の上で行われ、その升目はしばしば7×7であり、キングの駒が中央に配置された。キングはゲームの開始時にはいくつかの防衛用の駒を自分の周りに持っており、それらは2倍の数の攻撃側の駒で囲まれている。ゲームの目的は、防衛側は王のためにゲーム盤の端までの道を空けてやることであり、攻撃側はキングを取り囲み捕獲する事である。
1932年にウェストミース県のバリンデリーで発見された、「バリンデリーのゲーム盤」と呼ばれる遺物がこの説の根拠となっている。このゲーム盤はその上にケルト模様の刻まれた木の板で出来ており、7×7の格子を持ち、49個の穴で区画されている。この遺物は tafl の変形か、あるいは Brandub のゲーム盤かもしれない。これはフィドヘルのゲーム盤の類型であると推定する解説者は多い。フィドヘルのルールを現代に再構築しようとする試みはこの説に基づいている。
しかし、この一般的に受け入られている見解にはいくつかの異議がある。第一に、taflの変形は通常、双方のプレイヤーは異なる数の駒を用い、攻撃側は防衛側の2倍の駒を持つ。しかしフィドヘルはチェスのように双方同じ個数の駒で行われるゲームであった可能性がある。ある文章にはフィドヘルについて「その駒のうち、半分はイエローゴールドで、もう半分は白銅でできていた」と書かれているが、これはフィドヘルが同数の駒で行われたことを暗示しているとも受け取れる。第二に、taflは、その変形の中でも特にtawlbwrddは、羊の趾骨によって作られたサイコロを使用して遊ばれたが、こうした要素はフィドヘルには見当たらない。第三に、ウェールズでは tawlbwrdd とグウィズブイルは明確に別のゲームであるとされており、これがアイルランドにおいても同じであればフィドヘルと brandub にも同様の区別が行われたはずである。
こうした異論に従うなら、フィドヘルはチェスのように、双方のプレイヤーが同じ個数の駒で行うゲームであったかもしれない。ローマ帝国のルダス・ラトルンカロルムというゲームがポストローマのブリテン島から伝わっていたため、フィドヘルはルダス・ラトルンカロルムの子孫にあたるゲームだった可能性がある。

## 注
1. 1 2  Bromwich 2006, pp. 262–263
2. ↑  en:wikt:ficheall
3. ↑  en:wikt:gwyddbwyll
4. ↑  MacKillop 2004. "chess"
5. ↑  Macalister 1941 ¶ 316
6. ↑  「アーサーは絨毯の上に座り、ユリエンの子オーウェインが御前に立った。『オーウェインよ、チェスを指そうか』アーサーが言った。
『御意』オーウェインが答える。
赤毛の若者は、アーサーとオーウェインのためにチェス盤を運んできた。駒は黄金、盤は銀である。」(ゲスト 2003, p. 171)チェスと訳されていることに注意。
7. ↑  マクセン帝の名の由来はローマ皇帝マクセンティウスであるが、実際にモデルとなっているのはマグヌス・マクシムスである(マイヤー 2001, pp. 220–221)。
8. ↑  「またカラドックの子ユーダブが象牙の椅子に座して、チェスの駒を彫っていた。」(ゲスト 2003, p. 105)チェスと訳されていることに注意。
9. ↑  「広間にはチェス盤があって、駒どうしが勝手に戦っていた。ペレドゥルが肩入れをしていた側が負けると、相手がたはみな生きた人間のように歓声をあげた。」(ゲスト 2003, p. 296)チェスと訳されていることに注意。
10. ↑  Second Continuation.クレティアン・ド・トロワの死後、別人の手によって書かれた第一の続編(First Continuation)の、更なる続編。第一の続編の作者とはまた別人の手によるもの。
11. ↑  http://historicgames.com/Fitchneal.html　バリンデリーのゲーム盤
12. ↑  Leth a fóirni d'ór buidi, in leth aili d'findruine,
13. ↑  MacWhite 1948, p. 30.